# Joaquím Humberto Pinzón Güiza
Joaquím Humberto Pinzón Güiza IMC (* 3. Juli 1969 in Berbeo) ist Apostolischer Vikar von Puerto Leguízamo-Solano.

## Leben
Joaquím Humberto Pinzón Güiza trat der Ordensgemeinschaft der Consolata-Missionare bei, legte am 6. Januar 1991 die erste Profess und am 5. Juli 1997 die ewige Profess ab. Am 7. August 1999 empfing er die Priesterweihe. 
Papst Benedikt XVI. ernannte ihn am 21. Februar 2013 zum Apostolischen Vikar von Puerto Leguízamo-Solano und Titularbischof von Ottocium. Der Erzbischof von Tunja, Luis Augusto Castro Quiroga IMC, spendete ihm am 20. April desselben Jahres die Bischofsweihe; Mitkonsekratoren waren Rubén Kardinal Salazar Gómez, Erzbischof von Bogotá, und Francisco Javier Múnera Correa IMC, Apostolischer Vikar von San Vicente.